# مایکل ترونیک
مایکل ترونیک (انگلیسی: Michael Tronick؛ زادهٔ ۲ مارس ۱۹۴۹) یک تدوین‌گر اهل ایالات متحده آمریکا است.

## فیلم‌شناسی
1. کمتر از صفر (۱۹۸۷) (به‌همراه پیتر ئی. برگر)[۱]

- پلیس بورلی هیلز ۲ (۱۹۸۷) (به‌همراه کریس لبنزون و بیلی وبر)
- گریز نیمه‌شب (۱۹۸۸) (به‌همراه کریس لبنزون و بیلی وبر)
- The Adventures of Ford Fairlane (۱۹۹۰)
- روزهای تندر (۱۹۹۰) (به‌همراه رابرت سی. جونز، کریس لبنزون، برت لوویت و استوارت واکز و بیلی وبر)
- Revenge (۱۹۹۰)
- هادسون هاوک (۱۹۹۱) (به‌همراه کریس لبنزون)
- بوی خوش زن (۱۹۹۲) (به‌همراه هاروی روسنستوک و ویلیام استینکمپ)
- Straight Talk (۱۹۹۲)
- داستان عاشقانه واقعی (۱۹۹۳) (به‌همراه کریستین واگنر)
- The Cowboy Way (۱۹۹۴)
- Under Siege 2: Dark Territory (۱۹۹۵)
- پاک کننده (۱۹۹۶)
- آتشفشان (۱۹۹۷)
- با جو بلک آشنا شوید (۱۹۹۸) (به‌همراه جو هاتشینگ)
- برق آسا (۱۹۹۹)
- تایتنز را به یادآور (۲۰۰۰)
- American Outlaws (۲۰۰۱)
- پادشاه عقرب (۲۰۰۲)
- سوات (۲۰۰۳)
- آقا و خانم اسمیت (۲۰۰۵)
- اسپری‌مو (۲۰۰۷)
- Hannah Montana & Miley Cyrus: Best of Both Worlds Concert (۲۰۰۸)
- Jonas Brothers: The 3D Concert Experience (۲۰۰۹)
- زنبور سبز (۲۰۱۱)
- شب سال نو (۲۰۱۱)
- قانون شجاعت (۲۰۱۲) (به‌همراه سیوبان پریور و اسکات وائو)
- ۲ اسلحه (۲۰۱۳)
- کسب و کار ناتمام (۲۰۱۵) (به‌همراه جان پول و پیتر تشنر)